# Saison 2020-2021 des Celtics de Boston
La saison 2020-2021 des Celtics de Boston est la 75e saison de la franchise en National Basketball Association (NBA).
Durant l'intersaison, la franchise enregistre le départ de Gordon Hayward, mais fait venir des joueurs vétérans tels que Jeff Teague et Tristan Thompson, en plus d'une prolongation de contrat de Jayson Tatum sur les années à venir.
Durant la saison régulière, Jaylen Brown et Tatum réalisent de belles performances individuelles, leur permettant de participer au NBA All-Star Game 2021,. La franchise fait l'acquisition d'Evan Fournier en cours de saison. Le 30 avril 2021, Tatum égale record de franchise de Larry Bird, pour le nombre de points inscrits dans un match, avec 60 unités, en plus de réaliser le troisième plus gros comeback de l'histoire de la NBA. Néanmoins, Brown se blesse en fin de saison au poignet et devient indisponible pour le reste de la saison.
Le 12 mai 2021, les Celtics se qualifient pour le play-in tournament et terminent à la 7e place de la conférence Est. Ils remportent le premier match face aux Wizards de Washington, pour se qualifier officiellement en playoffs. Au premier tour, ils affrontent les Nets de Brooklyn qui les éliminent en cinq matchs.
A l'issue des playoffs, Danny Ainge annonce qu'il quitte son poste de manager général afin de promouvoir Brad Stevens, alors entraîneur de l'équipe, laissant son poste vacant pour la saison suivante.

## Draft
| Tour | Choix | Joueur           | Poste | Nationalité | Provenance               |
| ---- | ----- | ---------------- | ----- | ----------- | ------------------------ |
| 1    | 14    | Aaron Nesmith    | SF    | États-Unis  | Commodores de Vanderbilt |
| 1    | 26    | Payton Pritchard | PG    | États-Unis  | Ducks de l'Oregon        |
| 1    | 30    | Desmond Bane     | PG/SG | États-Unis  | Horned Frogs de TCU      |
| 2    | 47    | Yam Madar        | PG    | Israël      | Hapoël Tel-Aviv          |

## Matchs

### Pré-saison
| Pré-saison Total: 0-2 (Domicile : 0-1; Extérieur : 0-1) |

| Match | Date match  | Équipe         | Score    | Meilleur marqueur | Meilleur rebondeur | Meilleur passeur     | Lieux              | Série |
| ----- | ----------- | -------------- | -------- | ----------------- | ------------------ | -------------------- | ------------------ | ----- |
| 1     | 15 décembre | @ Philadelphie | D 99-108 | Jeff Teague (18)  | Jaylen Brown (8)   | Waters, Williams (3) | Wells Fargo Center | 0 - 1 |
| 2     | 18 décembre | Brooklyn       | D 89-113 | Jayson Tatum (19) | Daniel Theis (9)   | Tremont Waters (5)   | TD Garden          | 0 - 2 |

### Saison régulière
| Saison régulière Total: 36-36 (Domicile : 21-15; Extérieur : 15-21) |

| Match | Date match  | Équipe    | Score     | Meilleur marqueur | Meilleur rebondeur   | Meilleur passeur     | Lieux                   | Série |
| ----- | ----------- | --------- | --------- | ----------------- | -------------------- | -------------------- | ----------------------- | ----- |
| 1     | 23 décembre | Milwaukee | V 122-121 | Jaylen Brown (33) | Tristan Thompson (8) | Marcus Smart (7)     | TD Garden               | 1 - 0 |
| 2     | 25 décembre | Brooklyn  | D 95-123  | Jaylen Brown (27) | Trois joueurs (8)    | Marcus Smart (6)     | TD Garden               | 1 - 1 |
| 3     | 27 décembre | @ Indiana | D 107-108 | Jayson Tatum (25) | Jayson Tatum (11)    | Marcus Smart (6)     | Bankers Life Fieldhouse | 1 - 2 |
| 4     | 29 décembre | @ Indiana | V 116-111 | Jayson Tatum (27) | Jayson Tatum (11)    | Pritchard, Smart (5) | Bankers Life Fieldhouse | 2 - 2 |
| 5     | 30 décembre | Memphis   | V 126-107 | Jaylen Brown (42) | Robert Williams (10) | Trois joueurs (4)    | TD Garden               | 3 - 2 |

| Match                                                                                           | Date match  | Équipe         | Score     | Meilleur marqueur | Meilleur rebondeur    | Meilleur passeur     | Lieux                   | Série  |
| ----------------------------------------------------------------------------------------------- | ----------- | -------------- | --------- | ----------------- | --------------------- | -------------------- | ----------------------- | ------ |
| 6                                                                                               | 1er janvier | @ Détroit      | D 93-96   | Jayson Tatum (28) | Brown, Thompson (9)   | Marcus Smart (9)     | Little Caesars Arena    | 3 - 3  |
| 7                                                                                               | 3 janvier   | @ Détroit      | V 122-120 | Jaylen Brown (31) | Tristan Thompson (11) | Jayson Tatum (12)    | Little Caesars Arena    | 4 - 3  |
| 8                                                                                               | 4 janvier   | @ Toronto      | V 126-114 | Jayson Tatum (40) | Robert Williams (15)  | Payton Pritchard (8) | Amalie Arena            | 5 - 3  |
| 9                                                                                               | 6 janvier   | @ Miami        | V 107-105 | Jayson Tatum (27) | Jaylen Brown (12)     | Marcus Smart (6)     | American Airlines Arena | 6 - 3  |
| 10                                                                                              | 8 janvier   | Washington     | V 116-107 | Jayson Tatum (32) | Jaylen Brown (13)     | Brown, Tatum (5)     | TD Garden               | 7 - 3  |
| -                                                                                               | 10 janvier  | Miami          | Reporté*  |                   |                       |                      | TD Garden               | -      |
| -                                                                                               | 12 janvier  | @ Chicago      | Reporté*  |                   |                       |                      | United Center           | -      |
| -                                                                                               | 13 janvier  | Orlando        | Reporté*  |                   |                       |                      | TD Garden               | -      |
| 11                                                                                              | 15 janvier  | Orlando        | V 124-97  | Jaylen Brown (21) | Tristan Thompson (11) | Jaylen Brown (8)     | TD Garden               | 8 - 3  |
| 12                                                                                              | 17 janvier  | New York       | D 75-105  | Jaylen Brown (25) | Daniel Theis (7)      | Kemba Walker (4)     | TD Garden               | 8 - 4  |
| 13                                                                                              | 20 janvier  | @ Philadelphie | D 109-117 | Jaylen Brown (26) | Daniel Theis (10)     | Kemba Walker (6)     | Wells Fargo Center      | 8 - 5  |
| 14                                                                                              | 22 janvier  | @ Philadelphie | D 110-122 | Jaylen Brown (42) | Jaylen Brown (9)      | Marcus Smart (7)     | Wells Fargo Center      | 8 - 6  |
| 15                                                                                              | 24 janvier  | Cleveland      | V 141-103 | Jaylen Brown (33) | Tristan Thompson (12) | Marcus Smart (9)     | TD Garden               | 9 - 6  |
| 16                                                                                              | 25 janvier  | @ Chicago      | V 119-103 | Jaylen Brown (26) | Tristan Thompson (10) | Marcus Smart (11)    | United Center           | 10 - 6 |
| 17                                                                                              | 27 janvier  | @ San Antonio  | D 106-110 | Jayson Tatum (25) | Tristan Thompson (8)  | Jaylen Brown (5)     | AT&T Center             | 10 - 7 |
| 18                                                                                              | 30 janvier  | L.A. Lakers    | D 95-96   | Jayson Tatum (30) | Jayson Tatum (9)      | Marcus Smart (7)     | TD Garden               | 10 - 8 |
| * Les matchs ont été reportés à la suite du protocole sanitaire de la ligue contre la covid-19. |             |                |           |                   |                       |                      |                         |        |

| Match | Date match | Équipe                | Score          | Meilleur marqueur  | Meilleur rebondeur    | Meilleur passeur   | Lieux                    | Série   |
| ----- | ---------- | --------------------- | -------------- | ------------------ | --------------------- | ------------------ | ------------------------ | ------- |
| 19    | 2 février  | @ Golden State        | V 111-107      | Jayson Tatum (27)  | Daniel Theis (11)     | Kemba Walker (5)   | Chase Center             | 11 - 8  |
| 20    | 3 février  | @ Sacramento          | D 111-116      | Jayson Tatum (27)  | Tristan Thompson (10) | Jayson Tatum (10)  | Golden 1 Center          | 11 - 9  |
| 21    | 5 février  | @ L.A. Clippers       | V 119-115      | Jayson Tatum (34)  | Tatum, Thompson (7)   | Teague, Walker (4) | Staples Center           | 12 - 9  |
| 22    | 7 février  | @ Phoenix             | D 91-100       | Jayson Tatum (23)  | Tristan Thompson (12) | Jayson Tatum (7)   | PHX Arena                | 12 - 10 |
| 23    | 9 février  | @ Utah                | D 108-122      | Jaylen Brown (33)  | Jaylen Brown (8)      | Kemba Walker (7)   | Vivint Smart Home Arena  | 12 - 11 |
| 24    | 11 février | Toronto               | V 120-106      | Semi Ojeleye (24)  | Tristan Thompson (11) | Jaylen Brown (10)  | TD Garden                | 13 - 11 |
| 25    | 12 février | Détroit               | D 102-108      | Jayson Tatum (33)  | Jayson Tatum (11)     | Jayson Tatum (7)   | TD Garden                | 13 - 12 |
| 26    | 14 février | @ Washington          | D 91-104       | Brown, Walker (25) | Tatum, Theis (8)      | Jayson Tatum (4)   | Capital One Arena        | 13 - 13 |
| 27    | 16 février | Denver                | V 112-99       | Jaylen Brown (27)  | Tristan Thompson (12) | Jayson Tatum (8)   | TD Garden                | 14 - 13 |
| 28    | 17 février | Atlanta               | D 114-122      | Jayson Tatum (35)  | Tristan Thompson (7)  | Jaylen Brown (7)   | TD Garden                | 14 - 14 |
| 29    | 19 février | Atlanta               | V 121-109      | Kemba Walker (28)  | Tatum, Thompson (8)   | Trois joueurs (6)  | TD Garden                | 15 - 14 |
| 30    | 21 février | @ La Nouvelle-Orléans | D 115-120 (OT) | Jayson Tatum (32)  | Robert Williams (13)  | Jaylen Brown (9)   | Smoothie King Center     | 15 - 15 |
| 31    | 23 février | @ Dallas              | D 107-110      | Jaylen Brown (29)  | Tristan Thompson (10) | Jaylen Brown (5)   | American Airlines Center | 15 - 16 |
| 32    | 24 février | @ Atlanta             | D 112-127      | Jaylen Brown (17)  | Tristan Thompson (13) | Trois joueurs (5)  | State Farm Arena         | 15 - 17 |
| 33    | 26 février | Indiana               | V 118-112      | Kemba Walker (32)  | Robert Williams (11)  | Kemba Walker (6)   | TD Garden                | 16 - 17 |
| 34    | 28 février | Washington            | V 111-110      | Jayson Tatum (31)  | Tristan Thompson (13) | Kemba Walker (8)   | TD Garden                | 17 - 17 |

| Match                  | Date match | Équipe              | Score          | Meilleur marqueur | Meilleur rebondeur      | Meilleur passeur    | Lieux                      | Série   |
| ---------------------- | ---------- | ------------------- | -------------- | ----------------- | ----------------------- | ------------------- | -------------------------- | ------- |
| 35                     | 2 mars     | L.A. Clippers       | V 117-112      | Kemba Walker (25) | Tristan Thompson (9)    | Kemba Walker (6)    | TD Garden                  | 18 - 17 |
| 36                     | 4 mars     | Toronto             | V 132-125      | Jayson Tatum (27) | Jayson Tatum (12)       | Kemba Walker (6)    | TD Garden                  | 19 - 17 |
| NBA All-Star Game 2021 |            |                     |                |                   |                         |                     |                            |         |
| 37                     | 11 mars    | @ Brooklyn          | D 109-121      | Jayson Tatum (31) | Daniel Theis (8)        | Jaylen Brown (6)    | Barclays Center            | 19 - 18 |
| 38                     | 14 mars    | @ Houston           | V 134-107      | Jaylen Brown (24) | Thompson, Williams (13) | Jayson Tatum (6)    | Toyota Center              | 20 - 18 |
| 39                     | 16 mars    | Utah                | D 109-117      | Jayson Tatum (29) | Daniel Theis (11)       | Jaylen Brown (7)    | TD Garden                  | 20 - 19 |
| 40                     | 17 mars    | @ Cleveland         | D 110-117      | Jayson Tatum (29) | Robert Williams (14)    | Daniel Theis (5)    | Rocket Mortgage FieldHouse | 20 - 20 |
| 41                     | 19 mars    | Sacramento          | D 96-107       | Jaylen Brown (19) | Jaylen Brown (11)       | Kemba Walker (7)    | TD Garden                  | 20 - 21 |
| 42                     | 21 mars    | Orlando             | V 112-96       | Jaylen Brown (34) | Daniel Theis (11)       | Marcus Smart (8)    | TD Garden                  | 21 - 21 |
| 43                     | 22 mars    | @ Memphis           | D 126-132 (OT) | Jaylen Brown (27) | Jaylen Brown (9)        | Jeff Teague (6)     | FedExForum                 | 21 - 22 |
| 44                     | 24 mars    | @ Milwaukee         | D 119-121      | Jaylen Brown (24) | Jaylen Brown (10)       | Smart, Walker (6)   | Fiserv Forum               | 21 - 23 |
| 45                     | 26 mars    | @ Milwaukee         | V 122-114      | Jayson Tatum (34) | Robert Williams (9)     | Jayson Tatum (7)    | Fiserv Forum               | 22 - 23 |
| 46                     | 27 mars    | @ Oklahoma City     | V 111-94       | Jayson Tatum (27) | Robert Williams (14)    | Marcus Smart (8)    | Chesapeake Energy Arena    | 23 - 23 |
| 47                     | 29 mars    | La Nouvelle-Orléans | D 109-115      | Jayson Tatum (34) | Robert Williams (10)    | Tatum, Williams (5) | TD Garden                  | 23 - 24 |
| 48                     | 31 mars    | Dallas              | D 108-113      | Jayson Tatum (25) | Jayson Tatum (9)        | Marcus Smart (7)    | TD Garden                  | 23 - 25 |

| Match | Date match | Équipe        | Score          | Meilleur marqueur  | Meilleur rebondeur    | Meilleur passeur     | Lieux           | Série   |
| ----- | ---------- | ------------- | -------------- | ------------------ | --------------------- | -------------------- | --------------- | ------- |
| 49    | 2 avril    | Houston       | V 118-102      | Jayson Tatum (26)  | Jaylen Brown (11)     | Marcus Smart (10)    | TD Garden       | 24 - 25 |
| 50    | 4 avril    | Charlotte     | V 116-86       | Jayson Tatum (22)  | Tatum, Williams (8)   | Fournier, Walker (6) | TD Garden       | 25 - 25 |
| 51    | 6 avril    | Philadelphie  | D 96-106       | Jayson Tatum (20)  | Robert Williams (9)   | Kemba Walker (6)     | TD Garden       | 25 - 26 |
| 52    | 7 avril    | New York      | V 101-99       | Jaylen Brown (32)  | Trois joueurs (10)    | Marcus Smart (9)     | TD Garden       | 26 - 26 |
| 53    | 9 avril    | Minnesota     | V 145-136 (OT) | Jayson Tatum (53)  | Jayson Tatum (10)     | Kemba Walker (9)     | TD Garden       | 27 - 26 |
| 54    | 11 avril   | @ Denver      | V 105-87       | Jayson Tatum (28)  | Jayson Tatum (10)     | Kemba Walker (6)     | Ball Arena      | 28 - 26 |
| 55    | 13 avril   | @ Portland    | V 116-115      | Jayson Tatum (32)  | Jayson Tatum (9)      | Smart, Walker (7)    | Moda Center     | 29 - 26 |
| 56    | 15 avril   | @ L.A. Lakers | V 121-113      | Jaylen Brown (40)  | Jaylen Brown (9)      | Kemba Walker (7)     | Staples Center  | 30 - 26 |
| 57    | 17 avril   | Golden State  | V 119-114      | Jayson Tatum (44)  | Jayson Tatum (10)     | Marcus Smart (6)     | TD Garden       | 31 - 26 |
| 58    | 19 avril   | Chicago       | D 96-102       | Jaylen Brown (23)  | Jayson Tatum (13)     | Jayson Tatum (10)    | TD Garden       | 31 - 27 |
| 59    | 22 avril   | Phoenix       | V 99-86        | Kemba Walker (32)  | Tristan Thompson (12) | Jayson Tatum (6)     | TD Garden       | 32 - 27 |
| 60    | 23 avril   | @ Brooklyn    | D 104-109      | Jayson Tatum (38)  | Jayson Tatum (10)     | Evan Fournier (5)    | Barclays Center | 32 - 28 |
| 61    | 25 avril   | @ Charlotte   | D 104-125      | Brown, Walker (20) | Jayson Tatum (11)     | Smart, Walker (4)    | Spectrum Center | 32 - 29 |
| 62    | 27 avril   | Oklahoma City | D 115-119      | Jaylen Brown (39)  | Jaylen Brown (11)     | Marcus Smart (6)     | TD Garden       | 32 - 30 |
| 63    | 28 avril   | Charlotte     | V 120-111      | Jaylen Brown (38)  | Tristan Thompson (13) | Jayson Tatum (8)     | TD Garden       | 33 - 30 |
| 64    | 30 avril   | San Antonio   | V 143-140 (OT) | Jayson Tatum (60)  | Tristan Thompson (15) | Marcus Smart (12)    | TD Garden       | 34 - 30 |

| Match | Date match | Équipe      | Score     | Meilleur marqueur  | Meilleur rebondeur    | Meilleur passeur      | Lieux                      | Série   |
| ----- | ---------- | ----------- | --------- | ------------------ | --------------------- | --------------------- | -------------------------- | ------- |
| 65    | 2 mai      | Portland    | D 119-129 | Jayson Tatum (33)  | Jaylen Brown (11)     | Marcus Smart (8)      | TD Garden                  | 34 - 31 |
| 66    | 5 mai      | @ Orlando   | V 132-96  | Kemba Walker (32)  | Jayson Tatum (7)      | Marcus Smart (9)      | Amway Center               | 35 - 31 |
| 67    | 7 mai      | @ Chicago   | D 99-121  | Kemba Walker (33)  | Tristan Thompson (10) | Marcus Smart (5)      | United Center              | 35 - 32 |
| 68    | 9 mai      | Miami       | D 124-130 | Evan Fournier (30) | Tristan Thompson (12) | Evan Fournier (8)     | TD Garden                  | 35 - 33 |
| 69    | 11 mai     | Miami       | D 121-129 | Kemba Walker (36)  | Jayson Tatum (8)      | Evan Fournier (8)     | TD Garden                  | 35 - 34 |
| 70    | 12 mai     | @ Cleveland | D 94-102  | Jayson Tatum (29)  | Jayson Tatum (8)      | Pritchard, Waters (3) | Rocket Mortgage FieldHouse | 35 - 35 |
| 71    | 15 mai     | @ Minnesota | V 124-108 | Jayson Tatum (26)  | Jayson Tatum (11)     | Tremont Waters (7)    | Target Center              | 36 - 35 |
| 72    | 16 mai     | @ New York  | D 92-96   | Jabari Parker (18) | Tacko Fall (8)        | Payton Pritchard (6)  | Madison Square Garden      | 36 - 36 |

### Play-in tournament
| Play-in Total: 1-0 (Domicile : 1-0; Extérieur : 0-0) |

| Match | Date match | Équipe     | Score     | Meilleur marqueur | Meilleur rebondeur    | Meilleur passeur | Lieux     | Série |
| ----- | ---------- | ---------- | --------- | ----------------- | --------------------- | ---------------- | --------- | ----- |
| 1     | 18 mai     | Washington | V 118-100 | Jayson Tatum (50) | Tristan Thompson (12) | Marcus Smart (6) | TD Garden | 1 - 0 |

### Playoffs
| Playoffs Total: 1-4 (Domicile : 1-1; Extérieur : 0-3) |

| Match | Date match | Équipe     | Score     | Meilleur marqueur | Meilleur rebondeur    | Meilleur passeur | Lieux           | Série |
| ----- | ---------- | ---------- | --------- | ----------------- | --------------------- | ---------------- | --------------- | ----- |
| 1     | 22 mai     | @ Brooklyn | D 93-104  | Jayson Tatum (22) | Tristan Thompson (10) | Smart, Tatum (5) | Barclays Center | 0 - 1 |
| 2     | 25 mai     | @ Brooklyn | D 108-130 | Marcus Smart (19) | Tristan Thompson (11) | Kemba Walker (7) | Barclays Center | 0 - 2 |
| 3     | 28 mai     | Brooklyn   | V 125-119 | Jayson Tatum (50) | Tristan Thompson (13) | Jayson Tatum (7) | TD Garden       | 1 - 2 |
| 4     | 30 mai     | Brooklyn   | D 126-141 | Jayson Tatum (40) | Jayson Tatum (7)      | Marcus Smart (9) | TD Garden       | 1 - 3 |
| 5     | 1er juin   | @ Brooklyn | D 109-123 | Jayson Tatum (32) | Tatum, Thompson (9)   | Jayson Tatum (5) | Barclays Center | 1 - 4 |

### Confrontations en saison régulière
| Conférence Est      | Conférence Est                              | Conférence Est                              | Conférence Est                              | Conférence Est                              | Conférence Ouest                            | Conférence Ouest                            | Conférence Ouest                            |
| Division Atlantique | Division Atlantique                         | Division Atlantique                         | Division Atlantique                         | Division Atlantique                         | Division Nord-Ouest                         | Division Nord-Ouest                         | Division Nord-Ouest                         |
| Équipe              | Domicile                                    | Domicile                                    | Extérieur                                   | Extérieur                                   | Équipe                                      | Domicile                                    | Extérieur                                   |
| ------------------- | ------------------------------------------- | ------------------------------------------- | ------------------------------------------- | ------------------------------------------- | ------------------------------------------- | ------------------------------------------- | ------------------------------------------- |
|                     |                                             |                                             |                                             |                                             | Denver                                      | 112-99                                      | 105-87                                      |
| Brooklyn            | 95-123                                      |                                             | 109-121                                     | 104-109                                     | Minnesota                                   | 145-136 (OT)                                | 124-108                                     |
| New York            | 75-105                                      | 101-99                                      | 92-96                                       |                                             | Oklahoma City                               | 115-119                                     | 111-94                                      |
| Philadelphie        | 96-106                                      |                                             | 109-117                                     | 110-122                                     | Portland                                    | 119-129                                     | 116-115                                     |
| Toronto             | 120-106                                     | 132-125                                     | 126-114                                     |                                             | Utah                                        | 109-117                                     | 108-122                                     |
|                     | 3–3                                         | 3–3                                         | 1–5                                         | 1–5                                         |                                             | 2–3                                         | 4–1                                         |
| Division            | 4–8                                         | 4–8                                         | 4–8                                         | 4–8                                         | Division                                    | 6–4                                         | 6–4                                         |
| Division Centrale   | Division Centrale                           | Division Centrale                           | Division Centrale                           | Division Centrale                           | Division Pacifique                          | Division Pacifique                          | Division Pacifique                          |
| Équipe              | Domicile                                    | Domicile                                    | Extérieur                                   | Extérieur                                   | Équipe                                      | Domicile                                    | Extérieur                                   |
| Chicago             | 96-102                                      |                                             | 119-103                                     | 99-121                                      | Golden State                                | 119-114                                     | 111-107                                     |
| Cleveland           | 141-103                                     |                                             | 110-117                                     | 94-102                                      | L.A. Clippers                               | 117-112                                     | 119-115                                     |
| Detroit             | 102-108                                     |                                             | 93-96                                       | 122-120                                     | L.A. Lakers                                 | 95-96                                       | 121-113                                     |
| Indiana             | 118-112                                     |                                             | 107-108                                     | 116-111                                     | Phoenix                                     | 99-86                                       | 91-100                                      |
| Milwaukee           | 122-121                                     |                                             | 119-121                                     | 122-114                                     | Sacramento                                  | 96-107                                      | 111-116                                     |
|                     | 3–2                                         | 3–2                                         | 4–6                                         | 4–6                                         |                                             | 3–2                                         | 3–2                                         |
| Division            | 7–8                                         | 7–8                                         | 7–8                                         | 7–8                                         | Division                                    | 6–4                                         | 6–4                                         |
| Division Sud-Est    | Division Sud-Est                            | Division Sud-Est                            | Division Sud-Est                            | Division Sud-Est                            | Division Sud-Ouest                          | Division Sud-Ouest                          | Division Sud-Ouest                          |
| Équipe              | Domicile                                    | Domicile                                    | Extérieur                                   | Extérieur                                   | Équipe                                      | Domicile                                    | Extérieur                                   |
| Atlanta             | 114-122                                     | 121-109                                     | 112-127                                     |                                             | Dallas                                      | 108-113                                     | 107-110                                     |
| Charlotte           | 116-86                                      | 120-111                                     | 104-125                                     |                                             | Houston                                     | 118-102                                     | 134-107                                     |
| Miami               | 124-130                                     | 121-129                                     | 107-105                                     |                                             | Memphis                                     | 126-107                                     | 126-132 (OT)                                |
| Orlando             | 124-97                                      | 112-96                                      | 132-96                                      |                                             | New Orleans                                 | 109-115                                     | 115-120 (OT)                                |
| Washington          | 116-107                                     | 111-110                                     | 91-104                                      |                                             | San Antonio                                 | 143-140 (OT)                                | 106-110                                     |
|                     | 7–3                                         | 7–3                                         | 2–3                                         | 2–3                                         |                                             | 3–2                                         | 1–4                                         |
| Division            | 9–6                                         | 9–6                                         | 9–6                                         | 9–6                                         | Division                                    | 4–6                                         | 4–6                                         |
| Conférence          | 20–22 (Domicile : 13–8; Extérieur : 7–14)   | 20–22 (Domicile : 13–8; Extérieur : 7–14)   | 20–22 (Domicile : 13–8; Extérieur : 7–14)   | 20–22 (Domicile : 13–8; Extérieur : 7–14)   | Conférence                                  | 16–14 (Domicile : 8–7; Extérieur : 8–7)     | 16–14 (Domicile : 8–7; Extérieur : 8–7)     |
| Total               | 36–36 (Domicile : 21–15; Extérieur : 15–21) | 36–36 (Domicile : 21–15; Extérieur : 15–21) | 36–36 (Domicile : 21–15; Extérieur : 15–21) | 36–36 (Domicile : 21–15; Extérieur : 15–21) | 36–36 (Domicile : 21–15; Extérieur : 15–21) | 36–36 (Domicile : 21–15; Extérieur : 15–21) | 36–36 (Domicile : 21–15; Extérieur : 15–21) |

## Classements
| Conférence Est | Conférence Est             | Conférence Est | Conférence Est | Conférence Est | Conférence Est | Conférence Est | Conférence Est |
| No             | Franchise                  | Vic.           | Déf.           | MJ             | V/D            | GB             |                |
| -------------- | -------------------------- | -------------- | -------------- | -------------- | -------------- | -------------- | -------------- |
| 1              | c - 76ers de Philadelphie* | 49             | 23             | 72             | .681           | –              |                |
| 2              | x - Nets de Brooklyn       | 48             | 24             | 72             | .667           | 1              |                |
| 3              | y - Bucks de Milwaukee*    | 46             | 26             | 72             | .639           | 3              |                |
| 4              | x - Knicks de New York     | 41             | 31             | 72             | .569           | 8              |                |
| 5              | y - Hawks d'Atlanta*       | 41             | 31             | 72             | .569           | 8              |                |
| 6              | x - Heat de Miami          | 40             | 32             | 72             | .556           | 9              |                |
|                |                            |                |                |                |                |                |                |
| 7              | x - Celtics de Boston      | 36             | 36             | 72             | .500           | 13             |                |
| 8              | x - Wizards de Washington  | 34             | 38             | 72             | .472           | 15             |                |
| 9              | o - Pacers de l'Indiana    | 34             | 38             | 72             | .472           | 15             |                |
| 10             | o - Hornets de Charlotte   | 33             | 39             | 72             | .458           | 16             |                |
|                |                            |                |                |                |                |                |                |
| 11             | o - Bulls de Chicago       | 31             | 41             | 72             | .431           | 18             |                |
| 12             | o - Raptors de Toronto     | 27             | 45             | 72             | .375           | 22             |                |
| 13             | o - Cavaliers de Cleveland | 22             | 50             | 72             | .306           | 27             |                |
| 14             | o - Magic d'Orlando        | 21             | 51             | 72             | .292           | 28             |                |
| 15             | o - Pistons de Détroit     | 20             | 52             | 72             | .278           | 29             |                |

| Division Atlantique       | V  | D  | MJ | V/D  | GB | Dom   | Ext   | Div  |
| ------------------------- | -- | -- | -- | ---- | -- | ----- | ----- | ---- |
| c - 76ers de Philadelphie | 49 | 23 | 72 | .681 | –  | 29–7  | 20–16 | 10–2 |
| x - Nets de Brooklyn      | 48 | 24 | 72 | .667 | 1  | 28–8  | 20–16 | 8–4  |
| x - Knicks de New York    | 41 | 31 | 72 | .569 | 6  | 25–11 | 16–20 | 4–8  |
| x - Celtics de Boston     | 36 | 36 | 72 | .500 | 13 | 21–15 | 15–21 | 4–8  |
| o - Raptors de Toronto    | 27 | 45 | 72 | .375 | 22 | 16–20 | 11–25 | 4–8  |

## Effectif

### Effectif actuel
| Celtics de Boston Effectif en fin de saison régulière            | Celtics de Boston Effectif en fin de saison régulière | Celtics de Boston Effectif en fin de saison régulière | Celtics de Boston Effectif en fin de saison régulière | Celtics de Boston Effectif en fin de saison régulière |
| ---------------------------------------------------------------- | ----------------------------------------------------- | ----------------------------------------------------- | ----------------------------------------------------- | ----------------------------------------------------- |
| Entraîneur : Brad Stevens                                        |                                                       |                                                       |                                                       |                                                       |
| Arrière / Ailier                                                 | 7                                                     | Drapeau des États-Unis                                | Jaylen Brown                                          | California                                            |
| Meneur / Arrière                                                 | 4                                                     | Drapeau des États-Unis                                | Carsen Edwards                                        | Purdue                                                |
| Pivot                                                            | 99                                                    | Drapeau du Sénégal                                    | Tacko Fall (TW)                                       | UCF                                                   |
| Arrière / Ailier                                                 | 94                                                    | Drapeau de la France                                  | Evan Fournier                                         | Poitiers Basket 86                                    |
| Pivot                                                            | 40                                                    | Drapeau des États-Unis                                | Luke Kornet                                           | Vanderbilt                                            |
| Arrière                                                          | 45                                                    | Drapeau des États-Unis                                | Romeo Langford                                        | Indiana                                               |
| Arrière / Ailier                                                 | 26                                                    | Drapeau des États-Unis                                | Aaron Nesmith (R)                                     | Vanderbilt                                            |
| Ailier / Ailier fort                                             | 37                                                    | Drapeau des États-Unis                                | Semi Ojeleye                                          | SMU                                                   |
| Ailier fort                                                      | 20                                                    | Drapeau des États-Unis                                | Jabari Parker                                         | Duke                                                  |
| Meneur / Arrière                                                 | 11                                                    | Drapeau des États-Unis                                | Payton Pritchard (R)                                  | Oregon                                                |
| Meneur / Arrière                                                 | 36                                                    | Drapeau des États-Unis                                | Marcus Smart                                          | Oklahoma State                                        |
| Ailier / Ailier fort                                             | 0                                                     | Drapeau des États-Unis                                | Jayson Tatum (C)                                      | Duke                                                  |
| Ailier fort / Pivot                                              | 13                                                    | Drapeau du Canada                                     | Tristan Thompson                                      | Texas                                                 |
| Meneur                                                           | 8                                                     | Drapeau des États-Unis                                | Kemba Walker                                          | Connecticut                                           |
| Meneur                                                           | 51                                                    | /                                                     | Tremont Waters (TW)                                   | LSU                                                   |
| Ailier fort                                                      | 12                                                    | Drapeau des États-Unis                                | Grant Williams                                        | Tennessee                                             |
| Pivot                                                            | 44                                                    | Drapeau des États-Unis                                | Robert Williams                                       | Texas A&M                                             |
| (C) - Capitaine, (R) - Rookie, (TW) - Two-way contract, - Blessé |                                                       |                                                       |                                                       |                                                       |

## Récompenses durant la saison
| Date                   | Joueur       | Récompense                                   |
| ---------------------- | ------------ | -------------------------------------------- |
| 4 janvier - 10 janvier | Jayson Tatum | Joueur de la semaine dans la Conférence Est. |
| 23 février             | Jaylen Brown | ☆ All-Star 2021 ☆                            |
| 23 février             | Jayson Tatum | ☆ All-Star 2021 ☆                            |
| 5 avril - 11 avril     | Jayson Tatum | Joueur de la semaine dans la Conférence Est. |
| 26 avril - 2 mai       | Jayson Tatum | Joueur de la semaine dans la Conférence Est. |

## Transactions

### Joueurs qui re-signent
| Date       | Joueur         | Contrat          |
| ---------- | -------------- | ---------------- |
| 23/11/2020 | Tacko Fall     | Two-way contract |
| 23/11/2020 | Tremont Waters | Two-way contract |

### Extension de contrat
| Date       | Joueur       | Extension                                                                        |
| ---------- | ------------ | -------------------------------------------------------------------------------- |
| 22/11/2020 | Jayson Tatum | Extension de contrat de 195 000 000 $ sur 5 ans à partir de la saison 2021-2022. |

### Options dans les contrats
| Date       | Joueur            | Option                                                                                   |
| ---------- | ----------------- | ---------------------------------------------------------------------------------------- |
| 19/11/2020 | Gordon Hayward    | Gordon Hayward décline son option joueur de 34 187 085 $ pour la saison 2020-2021.       |
| 19/11/2020 | Enes Kanter       | Enes Kanter exerce son option joueur de 5 005 350 $ pour la saison 2020-2021.            |
| 19/11/2020 | Semi Ojeleye      | Boston exerce son option d'équipe de 1 752 950 $ pour la saison 2020-2021.               |
| 19/11/2020 | Bradley Wanamaker | Boston refuse de prolonger la "Qualifying Offer". Bradley Wanamaker devient agent libre. |
| 29/12/2020 | Romeo Langford    | Boston exerce son option d'équipe de 3 804 360 $ pour la saison 2021-2022.               |
| 29/12/2020 | Grant Williams    | Boston exerce son option d'équipe de 2 617 800 $ pour la saison 2021-2022.               |
| 29/12/2020 | Robert Williams   | Boston exerce son option d'équipe de 3 661 976 $ pour la saison 2021-2022.               |

### Échanges
| Novembre    | Novembre | Novembre | Novembre |
| ----------- | --- | --- | -------- |
| 19 novembre | Vers les Celtics de Boston - Second tour de draft 2021 (protégé)                                                   | Vers le Thunder d'Oklahoma City - Vincent Poirier - Compensation financière                                                                                           | [ 23 ]   |
| 20 novembre | Échange à trois équipes                                                                                            | Échange à trois équipes | [ 24 ]   |
| 20 novembre | Vers les Celtics de Boston - Second tour de draft 2023 (Des Grizzlies) - Second tour de draft 2025 (Des Grizzlies) | Vers les Trail Blazers de Portland - Enes Kanter (Des Celtics) - Compensation financière (Des Grizzlies)                                                              | [ 24 ]   |
| 20 novembre | Vers les Grizzlies de Memphis - Mario Hezonja (Des Trail Blazers) - Droits sur Desmond Bane (#30) (Des Celtics)    | | [ 24 ]   |
| 29 novembre | Vers les Celtics de Boston - Second tour de draft 2022 protégé                                                     | Vers les Hornets de Charlotte - Gordon Hayward (Sign and trade) - Second tour de draft 2023 - Second tour de draft 2024                                               | [ 25 ]   |
| Mars        | | |          |
| 25 mars     | Échange à trois équipes                                                                                            | Échange à trois équipes | [ 26 ]   |
| 25 mars     | Vers les Celtics de Boston - Luke Kornet (De Chicago) - Moritz Wagner (De Washington)                              | Vers les Bulls de Chicago - Troy Brown Jr. (De Washington) - Javonte Green (De Boston) - Daniel Theis (De Boston) - Compensation financière (De Boston et Washington) | [ 26 ]   |
| 25 mars     | Vers les Wizards de Washington - Daniel Gafford (De Chicago) - Chandler Hutchison (De Chicago)                     | | [ 26 ]   |
| 25 mars     | Vers les Celtics de Boston - Evan Fournier                                                                         | Vers le Magic d'Orlando - Jeff Teague - Second tour de draft 2025 - Second tour de draft 2027                                                                         | [ 27 ]   |

### Arrivées

#### Draft
| Date       | Joueur                 | Provenance                      |
| ---------- | ---------------------- | ------------------------------- |
| 24/11/2020 | Aaron Nesmith (#14)    | Commodores de Vanderbilt (NCAA) |
| 24/11/2020 | Payton Pritchard (#26) | Ducks de l'Oregon (NCAA)        |

#### Agents libres
|  | Joueur ayant signé un contrat non-garanti, pour intégrer les camps d'entraînement de l'équipe. |

| Date       | Joueur           | Provenance             | Contrat                                                 |
| ---------- | ---------------- | ---------------------- | ------------------------------------------------------- |
| 30/11/2020 | Jeff Teague      | Hawks d'Atlanta        | Contrat de 2 564 753 $ sur 1 an.                        |
| 30/11/2020 | Tristan Thompson | Cavaliers de Cleveland | Contrat de 18 978 900 $ sur 2 ans.                      |
| 04/12/2020 | Amile Jefferson  | Magic d'Orlando        | Contrat non-garanti de 1 620 564 $ sur 1 an.            |
| 16/04/2021 | Jabari Parker    | Kings de Sacramento    | Contrat partiellement garanti de 2 713 763 $ sur 2 ans. |

### Départs

#### Agents libres
| Date       | Joueur                     | Nouvelle équipe ¹                     |
| ---------- | -------------------------- | ------------------------------------- |
| 23/11/2020 | Brad Wanamaker (Restreint) | Warriors de Golden State              |
| 29/11/2020 | Gordon Hayward             | Hornets de Charlotte (Sign and trade) |
| 29/12/2020 | Amile Jefferson            | Galatasaray SK                        |
| 27/04/2021 | Moritz Wagner              | Magic d'Orlando                       |

#### Joueurs coupés
|  | Joueurs non conservés après les camps d'entraînements de l'équipe. |

| Date       | Joueur          |
| ---------- | --------------- |
| 19/12/2020 | Amile Jefferson |
| 16/04/2021 | Moritz Wagner   |